# Ex Cave di Villetta di Salzano
Ex Cave di Villetta di Salzano este o arie protejată (arie specială de conservare — SAC, sit de importanță comunitară — SCI, arie de protecție specială avifaunistică — SPA) din Italia întinsă pe o suprafață de 64 ha, integral pe uscat.

## Localizare
Centrul sitului Ex Cave di Villetta di Salzano este situat la coordonatele 45°32′03″N 12°07′56″E / 45.534167°N 12.132222°E.

## Înființare
Situl Ex Cave di Villetta di Salzano a fost declarat sit de importanță comunitară în septembrie 1995 pentru a proteja 8 specii de animale. Alte tipuri de protecție:
- arie de protecție specială avifaunistică (în august 2003)
- arie specială de conservare (în iulie 2018)[1][2][3]

## Biodiversitate
Situată în ecoregiunea continentală, aria protejată conține 2 habitate naturale: Liziere de ierburi înalte hidrofile de câmpie și de nivel montan până la alpin, Lacuri eutrofice naturale cu vegetație de tip Magnopotamion sau Hydrocharition.
La baza desemnării sitului se află mai multe specii protejate:
- păsări (6): pescăruș albastru (Alcedo atthis), erete vânăt (Circus cyaneus), egretă mică (Egretta garzetta), stârc pitic (Ixobrychus minutus), sfrâncioc roșiatic (Lanius collurio), stârc de noapte (Nycticorax nycticorax)
- amfibieni (1): Triturus carnifex
- reptile (1): țestoasa de baltă (Emys orbicularis)

Pe lângă speciile protejate, pe teritoriul sitului au mai fost identificate 2 specii de plante.